# Polowanie na lisa (obraz Winslowa Homera)
Polowanie na lisa (ang. Fox Hunt) – obraz olejny namalowany przez amerykańskiego malarza Winslowa Homera w 1893, znajdujący się w zbiorach Pennsylvania Academy of the Fine Arts w Filadelfii.

## Opis
Obraz poprzez swój rozmiar (96,5 × 174 cm), dobrze ilustruje chęć przetrwania. Winslow Homer udramatyzował brutalne realia zimy na wybrzeżu stanu Maine, pokazując rozpaczliwie skaczącego w głębokim śniegu lisa, próbującego uciec od stada atakujących go wygłodniałych wron. Ptaki schodzą złowieszczo z rozpostartymi skrzydłami, tworząc ciemną masę unoszącą się nad walczącym o życie lisem.
Scena przedstawiona jest z punktu widzenia lisa, dobrze oddając poczucie napięcia i empatii wobec zwierzęcia. Starannie dopracowana kompozycja Homera, swój pierwowzór czerpie z japońskich drzeworytów. Lis jest osaczony i uwięziony w głębokim śniegu, podczas gdy agresywne ptaki są już tuż nad nim szykując się do decydującego o jego losie ataku.